# Ferrara Sotto le Stelle

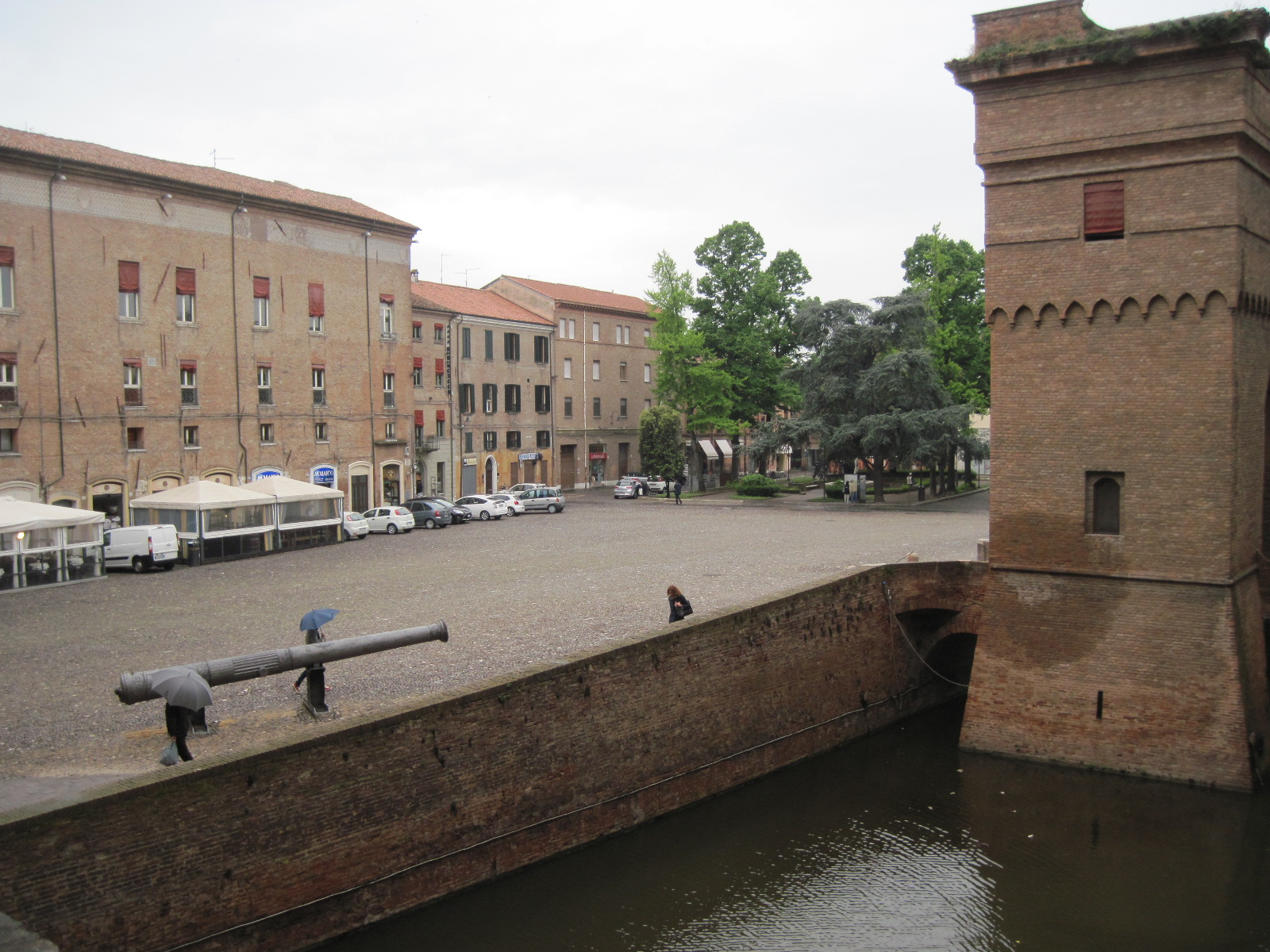
Piazza Castello, a Ferrara, luogo dove solitamente si tiene la manifestazione.

Ferrara Sotto le Stelle è la più importante manifestazione musicale della città di Ferrara e tra le più interessanti a livello nazionale.

## Storia
Ferrara Sotto le Stelle è nata nel 1996 grazie al Comune di Ferrara e all'ARCI. Presenta importanti nomi della musica italiana e internazionale, con autori di fama mondiale e giovani talenti emergenti senza distinzioni di generi.
I concerti hanno avuto luogo dalla prima edizione, escludendo quella del 2012 a causa del terremoto dell'Emilia, a quella del 2019 all'interno di piazza Castello a Ferrara.
Nel 2021 i concerti si sono tenuti all'interno del Parco Massari, mentre nel 2022 presso la Nuova Darsena di Ferrara.
Nel 2007 si è aperta una nuova sessione del festival chiamata Bands Apart Festival ovvero una particolare sezione che ospita artisti conosciuti a livello mondiale ed in vetta alle classifiche discografiche. Gli artisti che nel 2007 si sono esibiti nel Bands Apart sono stati Arcade Fire, Arctic Monkeys e The Coral. Gli artisti confermati per l'edizione 2008 sono stati Franz Ferdinand, The Cribs, Interpol e dEUS.

## Edizioni
Dal 1996 il Festival si è presentato ogni anno senza nessuna interruzione sino al 2020. 

### Anni 1990

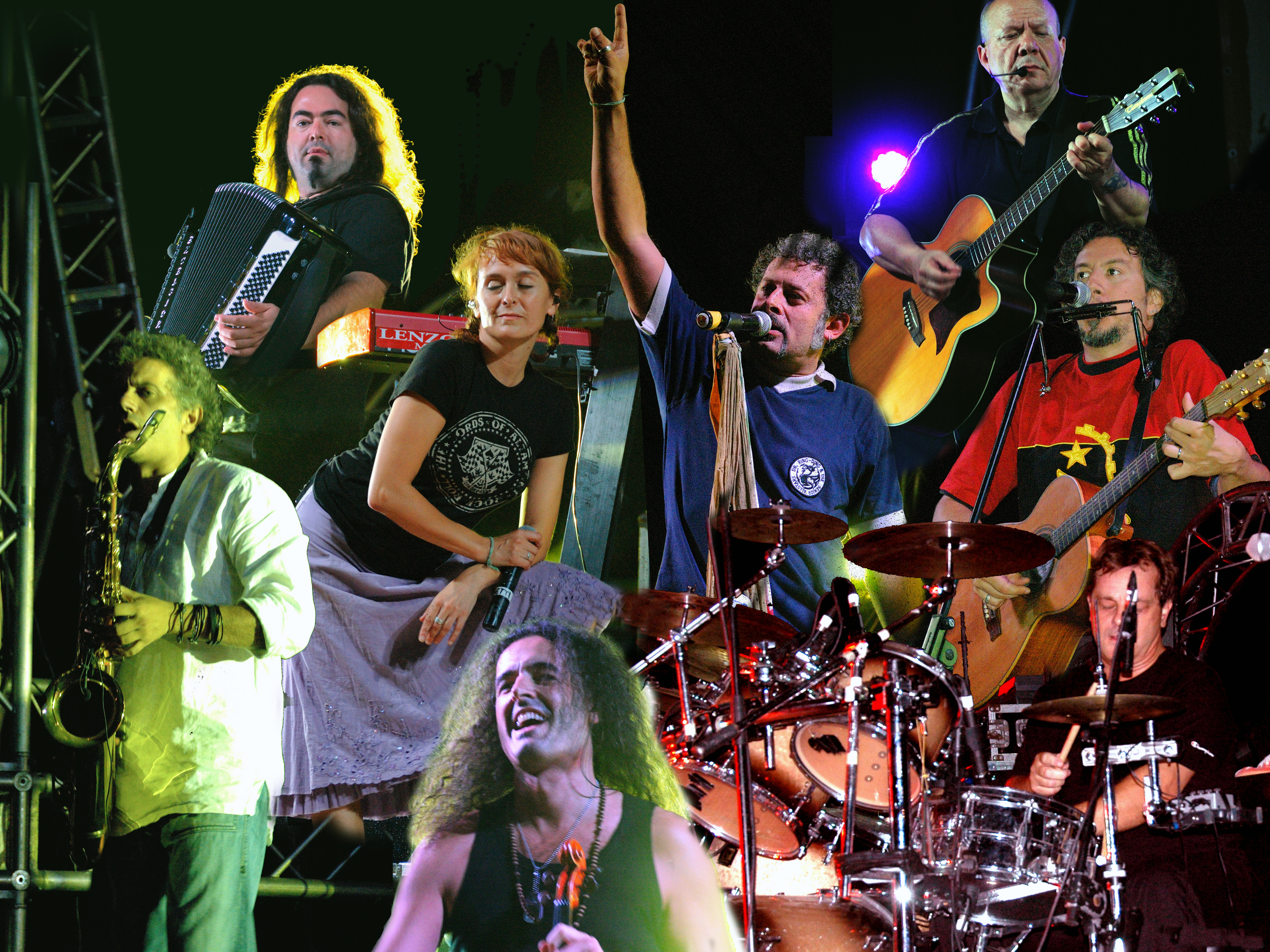
Modena City Ramblers

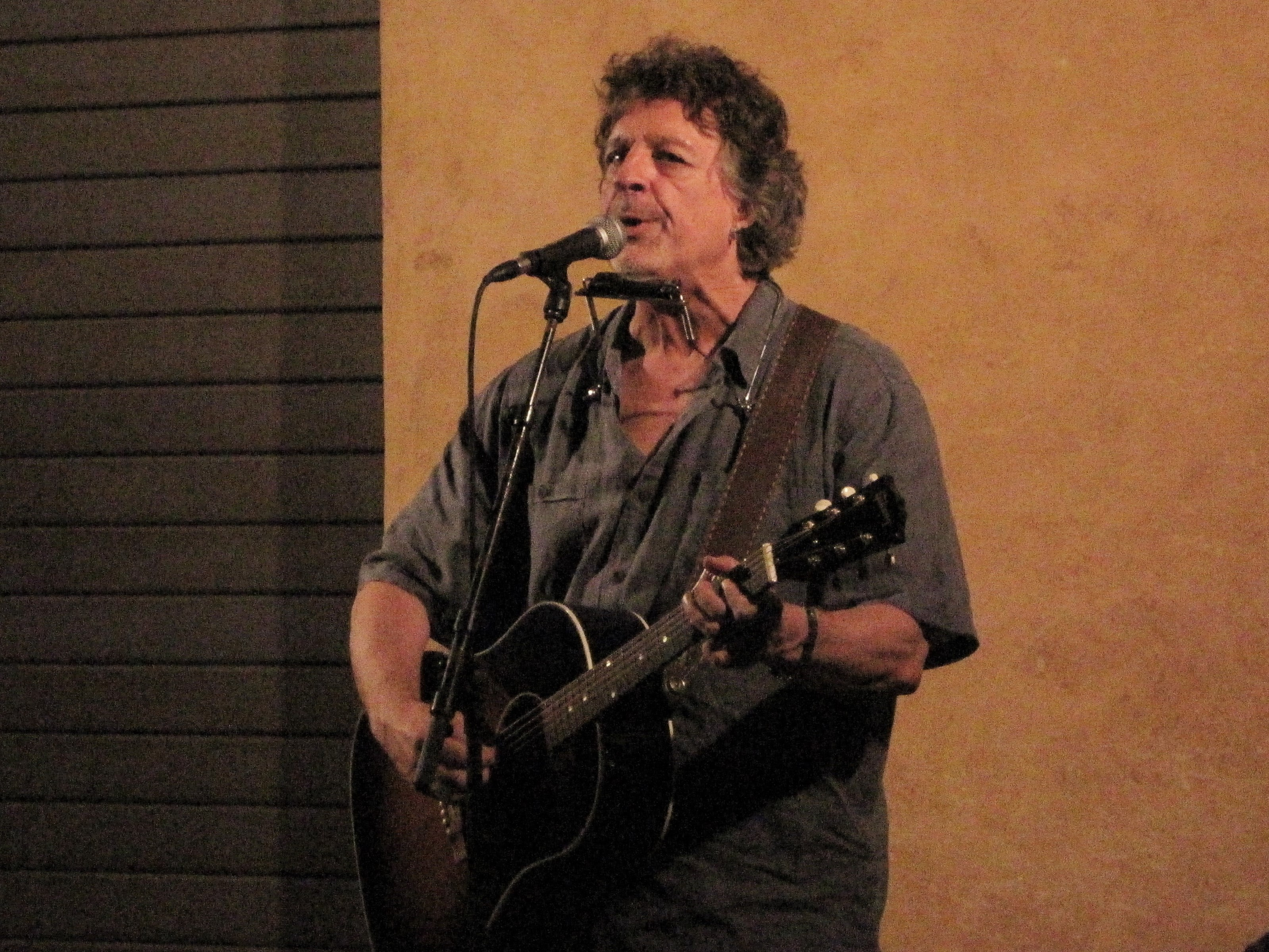
Dirk Hamilton

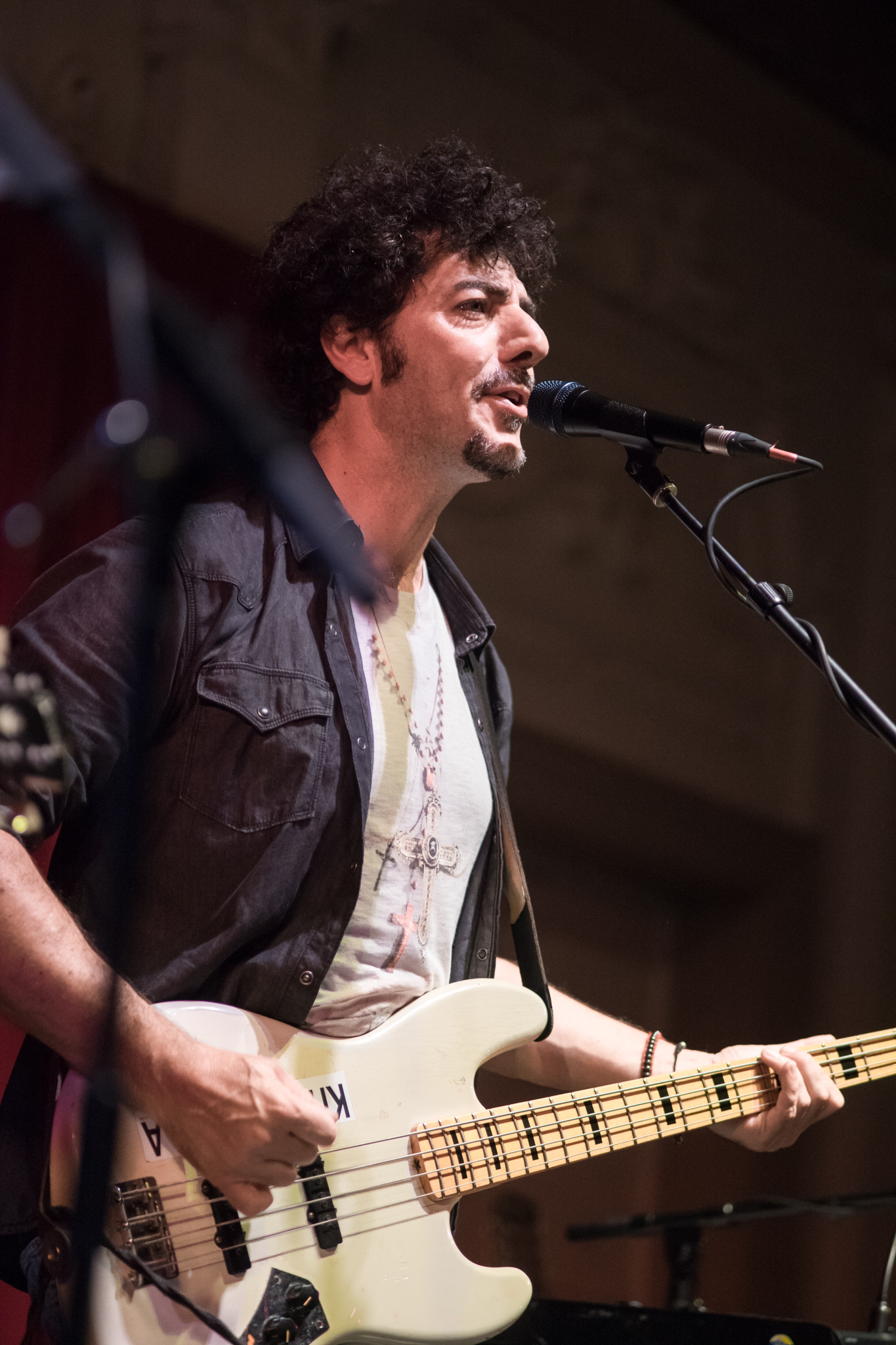
Max Gazzè

| Anno 1996 | Artista/i                                |
| --------- | ---------------------------------------- |
| 5 luglio  | Bob Dylan                                |
| 9 luglio  | Flora Purim and Airto Moreira            |
| 11 luglio | Ivano Fossati                            |
| 14 luglio | Modena City Ramblers                     |
| 17 luglio | Mike Stern Band                          |
| 19 luglio | Elio e le Storie Tese                    |
| 21 luglio | Mike Westbrook Band                      |
| 25 luglio | Andy J. Forest                           |
| 27 luglio | Paul Motian and the Electric Bebop Band  |
| 30 luglio | Jah Wobble And The Invaders Of The Heart |

| Anno 1997 | Artista/i                                   |
| --------- | ------------------------------------------- |
| 24 giugno | Michael Nyman Band                          |
| 3 luglio  | Vinicio Capossela                           |
| 5 luglio  | Phil Cody Band                              |
| 8 luglio  | Cesária Évora and Group                     |
| 12 luglio | Son Damas de Cuba                           |
| 13 luglio | Linton Kwesi Johnson and Group              |
| 16 luglio | Jovanotti + 99 Posse                        |
| 17 luglio | Balanescu Quartet                           |
| 19 luglio | Daniele Sepe and Art Ensemble of Soccavo    |
| 23 luglio | Dirk Hamilton + Ruth Gerson                 |
| 26 luglio | Pino Daniele                                |
| 27 luglio | Hiram Bullock Band                          |
| 29 luglio | Matrilineare: C.S.I., EstAsia, Mira Spinosa |
| 30 luglio | Jan Garbarek Group                          |
| 31 luglio | Strike                                      |

| Anno 1998 | Artista/i                                    |
| --------- | -------------------------------------------- |
| 2 luglio  | Third World                                  |
| 6 luglio  | Prozac+                                      |
| 8 luglio  | Habib Koité & Bamada                         |
| 10 luglio | Arto Lindsay Group                           |
| 11 luglio | Almamegretta                                 |
| 13 luglio | Maceo Parker                                 |
| 17 luglio | Goran Bregović                               |
| 19 luglio | Stomp                                        |
| 21 luglio | Nils Petter Molvær                           |
| 22 luglio | Scott Henderson Blues Band                   |
| 26 luglio | Üstmamò                                      |
| 27 luglio | Trilok Gurtu                                 |
| 28 luglio | Eric Wood and Group                          |
| 29 luglio | Paolo Conte                                  |
| 5 agosto  | Lucio Dalla con Orchestra Toscanini di Parma |

| Anno 1999 | Artista/i                                                                              |
| --------- | -------------------------------------------------------------------------------------- |
| 21 giugno | Max Gazzè                                                                              |
| 30 giugno | Buena Vista Social Club feat. Orquesta Ibrahim Ferrer, Rubén González, Omara Portuondo |
| 1 luglio  | Biagio Antonacci                                                                       |
| 5 luglio  | Wallace Roney Quintet                                                                  |
| 6 luglio  | Zap Mama                                                                               |
| 8 luglio  | Amazing Rhythm Aces                                                                    |
| 12 luglio | The Klezmatics                                                                         |
| 17 luglio | Charlie Haden Quintet West                                                             |
| 19 luglio | Banda Municipale di Santiago di Cuba                                                   |
| 20 luglio | Patti Smith                                                                            |
| 22 luglio | John Trudell                                                                           |
| 25 luglio | Kruder & Dorfmeister + La Crus                                                         |
| 27 luglio | Alfio Antico Quintet                                                                   |
| 28 luglio | Burning Spear                                                                          |

### Anni 2000

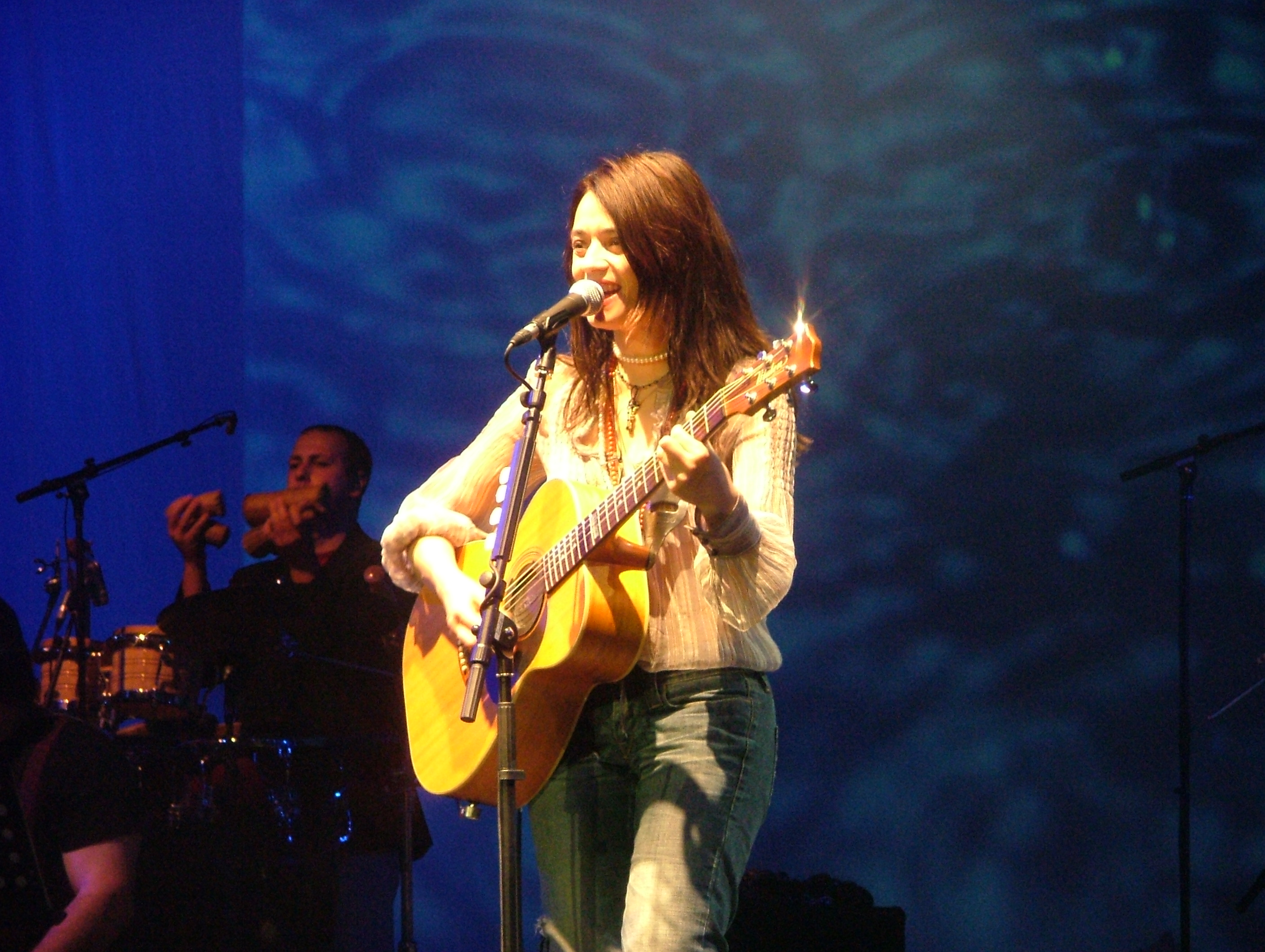
Carmen Consoli

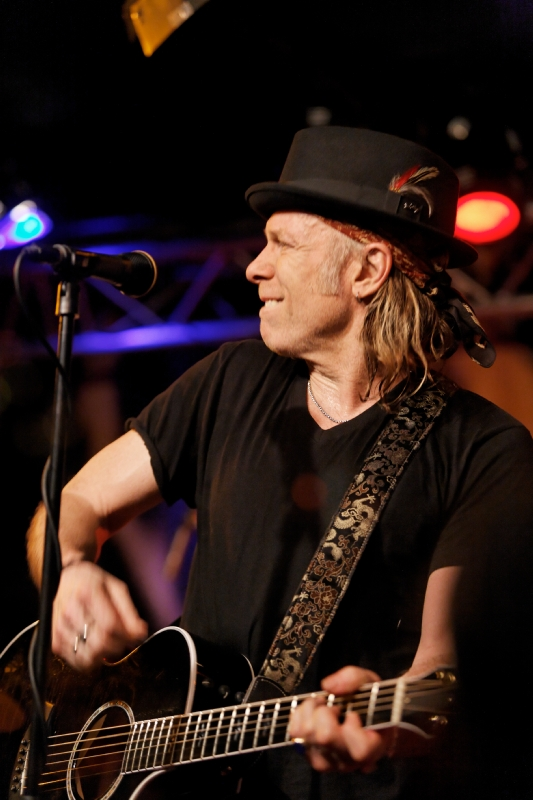
Elliott Murphy

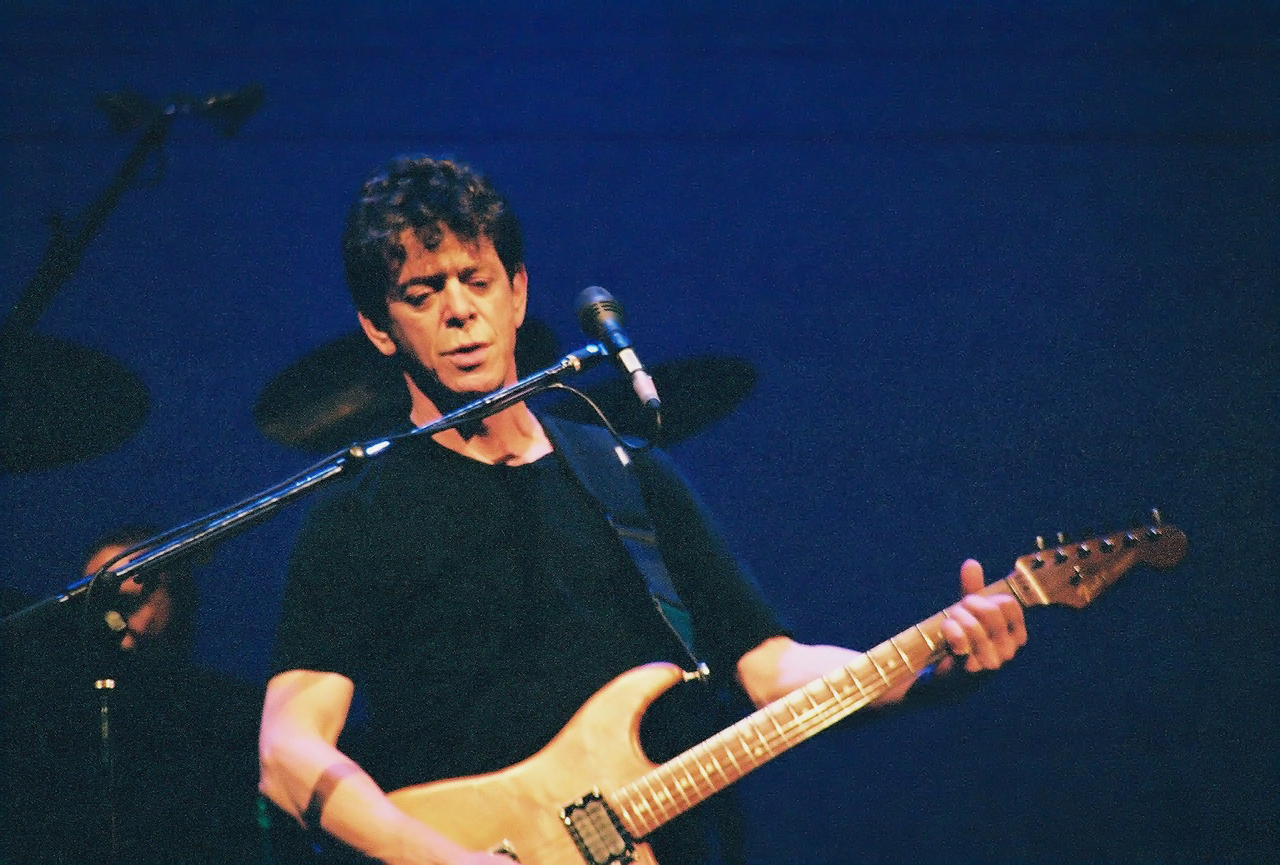
Lou reed

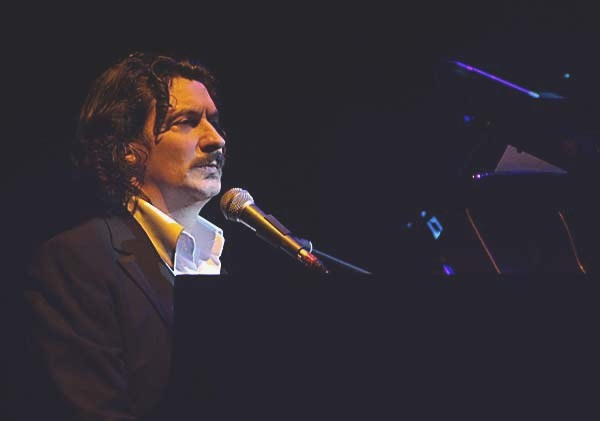
Sergio Cammariere

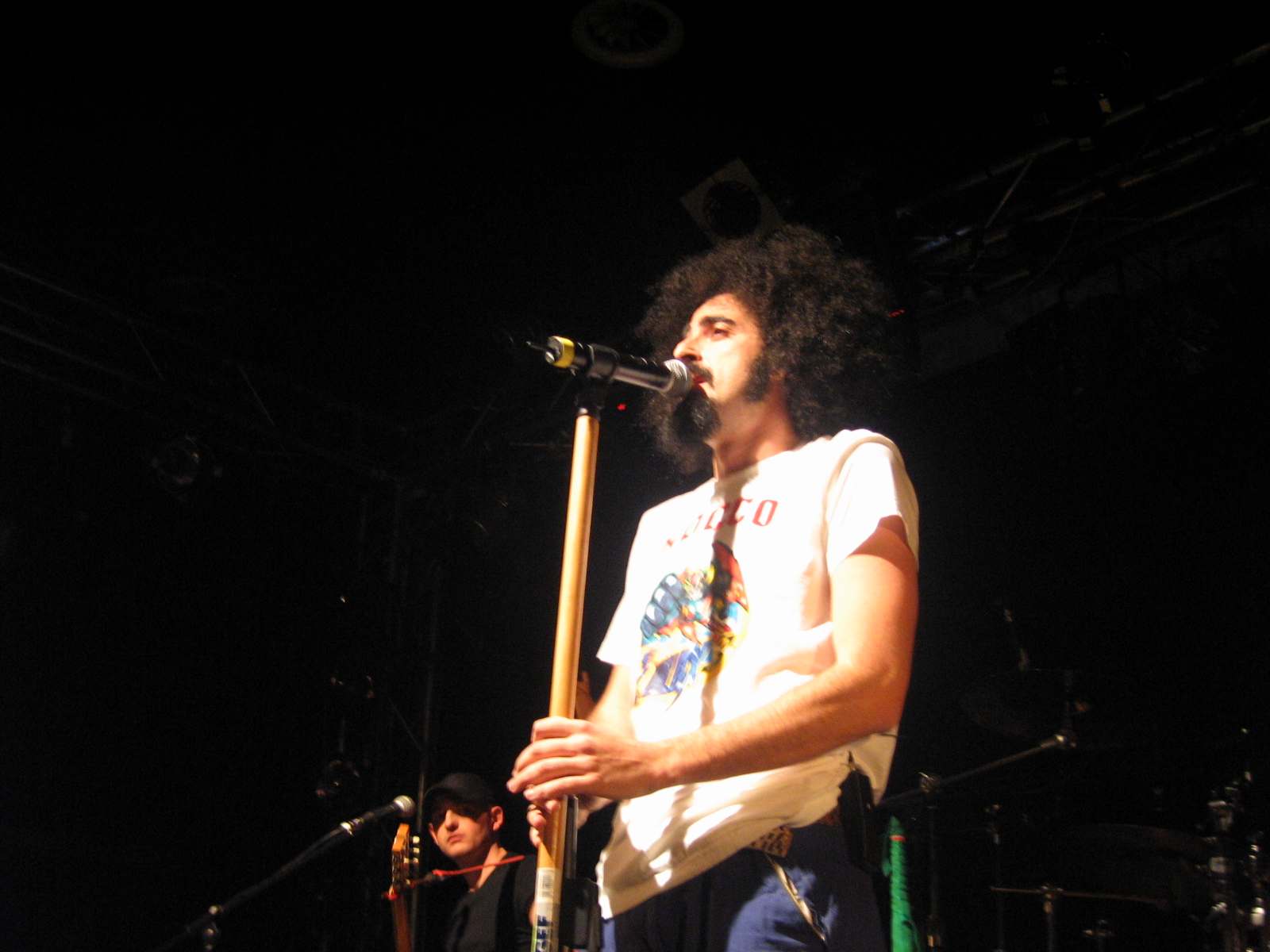
Caparezza

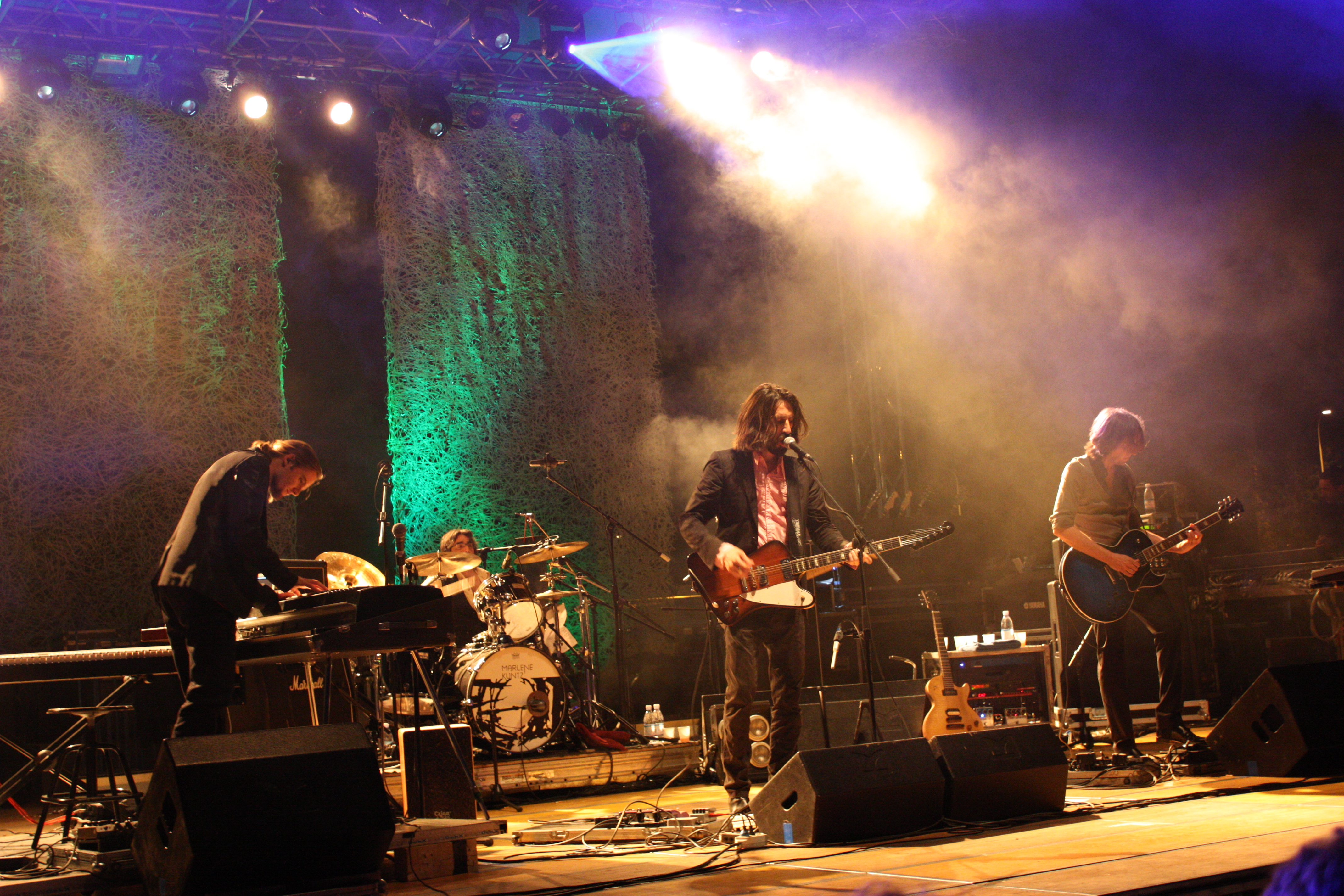
Marlene Kuntz

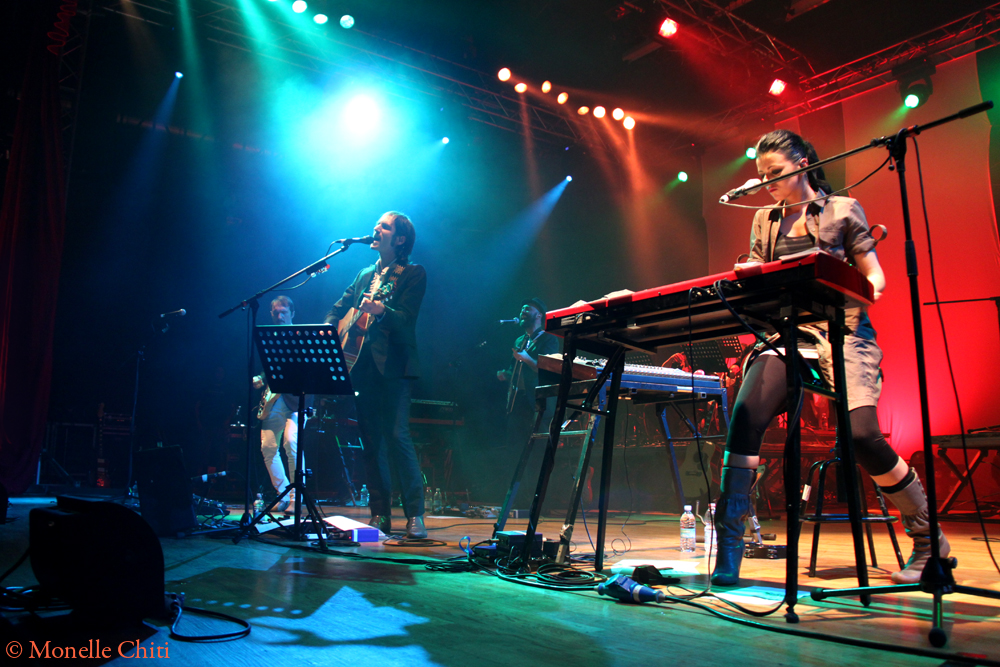
Baustelle

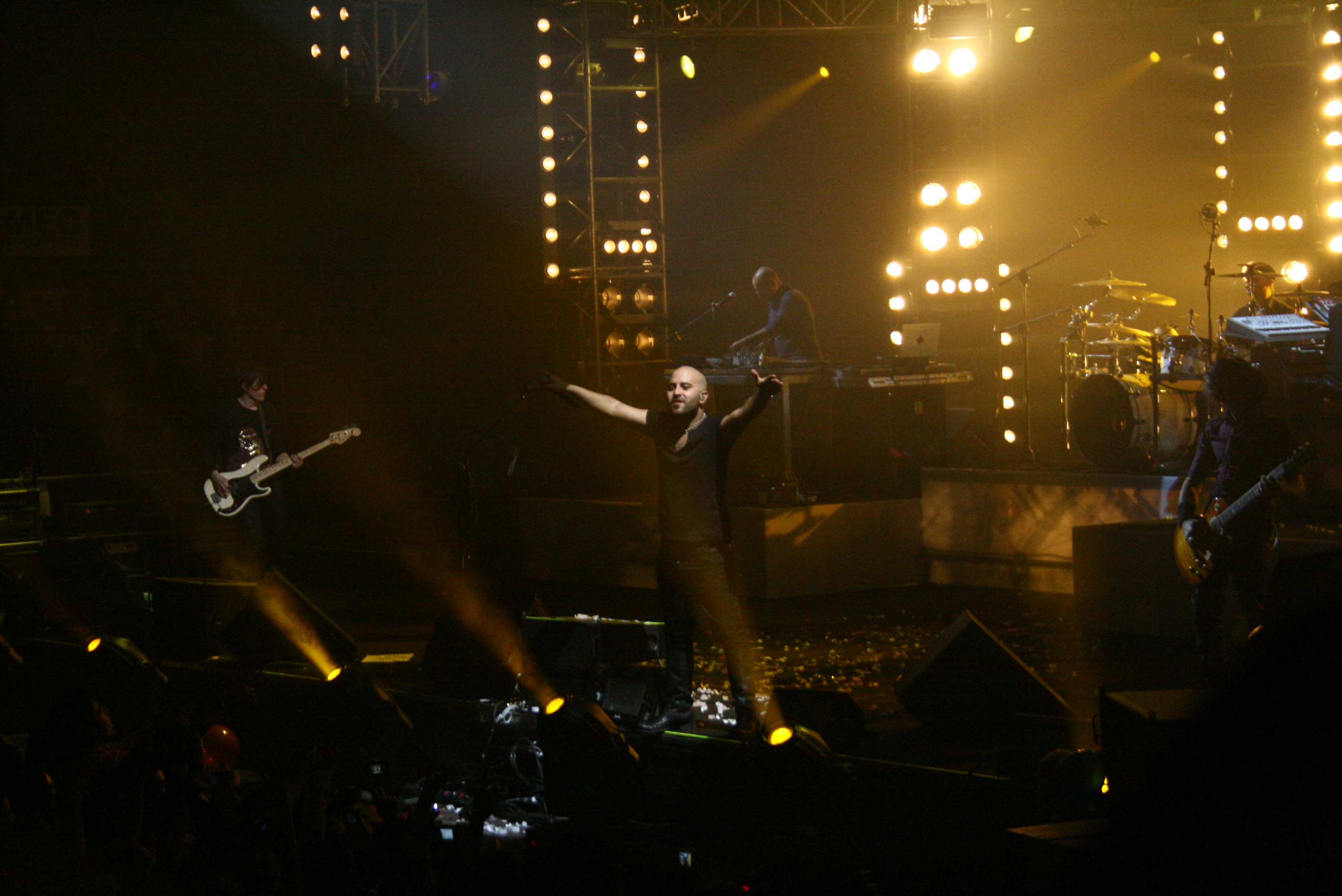
Negramaro

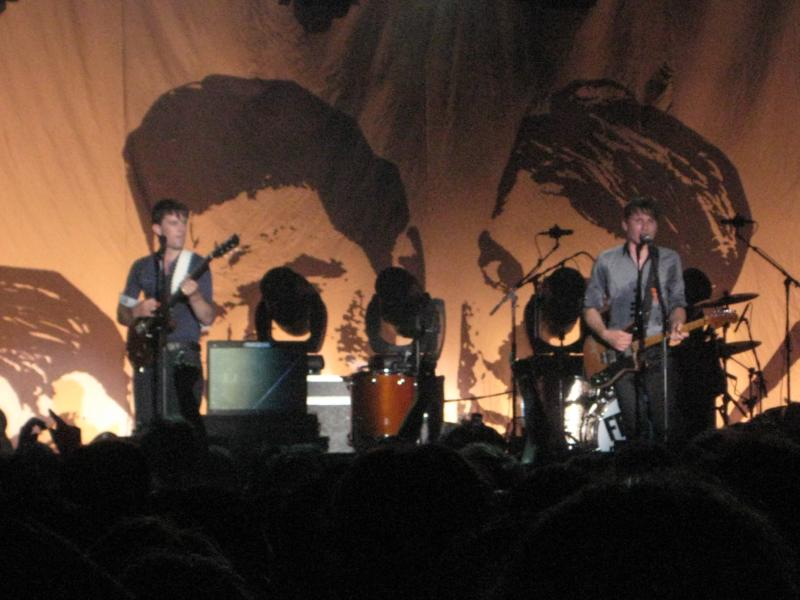
I Franz Ferdinand nell'edizione 2008

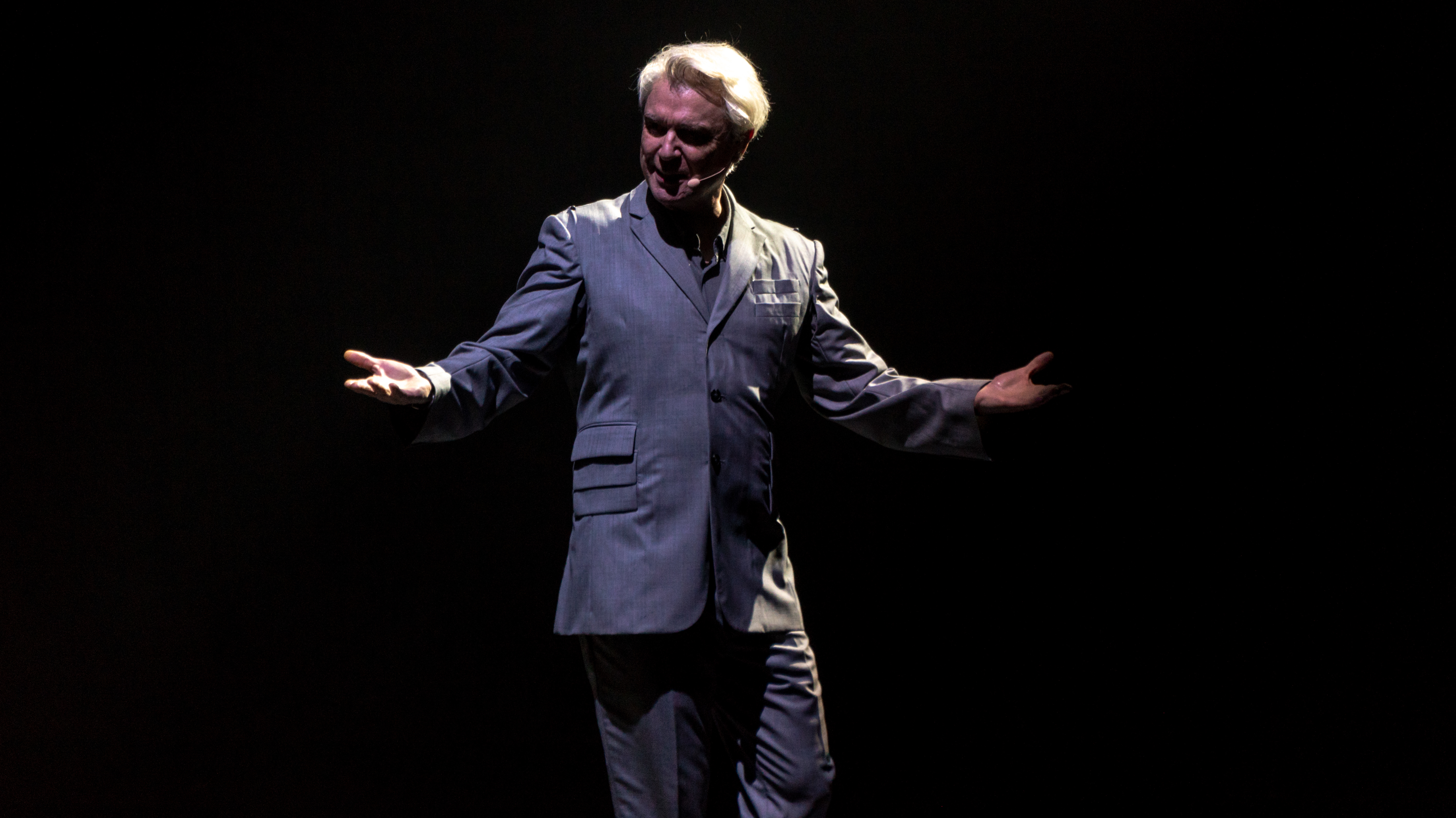
David Byrne

| Anno 2000 | Artista/i                               |
| --------- | --------------------------------------- |
| 21 giugno | Subsonica                               |
| 5 luglio  | Les Tambours de Brazza                  |
| 6 luglio  | Franco Battiato                         |
| 10 luglio | Sajncho Namčylak                        |
| 11 luglio | Ben Christophers + Milaus               |
| 13 luglio | Bocephus King + Ginger & Sarah Band     |
| 15 luglio | Carmen Consoli                          |
| 18 luglio | Ryūichi Sakamoto                        |
| 20 luglio | Kind Of Blue - A Tribute to Miles Davis |
| 22 luglio | The Herbaliser                          |
| 26 luglio | Fanfare Ciocărlia                       |
| 27 luglio | Beck                                    |

| Anno 2001 | Artista/i                  |
| --------- | -------------------------- |
| 21 giugno | Africa Unite               |
| 5 luglio  | Tributo a Fred Buscaglione |
| 6 luglio  | St Germain                 |
| 10 luglio | Fiorella Mannoia           |
| 11 luglio | Emir Kusturica             |
| 13 luglio | Elliott Murphy             |
| 15 luglio | Richard Galliano           |
| 18 luglio | Black Heart Procession     |
| 20 luglio | John Cale                  |
| 22 luglio | Juan Carlos Caceres        |
| 26 luglio | Dulce Pontes               |
| 27 luglio | Francesco De Gregori       |

| Anno 2002 | Artista/i                                     |
| --------- | --------------------------------------------- |
| 25 giugno | Dirty Three + Múm                             |
| 26 giugno | Gianmaria Testa con Paolo Fresu & E.S.P. Trio |
| 27 giugno | Ludovico Einaudi con Ballaké Sissoko          |
| 13 luglio | Lou Reed & Laurie Anderson                    |
| 15 luglio | Dirk Hamilton Band                            |
| 16 luglio | Asian Dub Foundation                          |
| 18 luglio | Kronos Quartet                                |
| 20 luglio | Nicola Piovani con Orchestra Aracoeli         |
| 23 luglio | Orchestra Baobab                              |
| 25 luglio | Buju Banton                                   |
| 26 luglio | Tania Maria Quartet                           |

| Anno 2003    | Artista/i                             |
| ------------ | ------------------------------------- |
| 23 giugno    | Sigur Rós with Amina                  |
| 28 giugno    | King Crimson                          |
| 29 giugno    | Sergio Cammariere                     |
| 30 giugno    | Vinicius Cantuaria                    |
| 2 luglio     | Goldfrapp + Cristina Donà             |
| 4 luglio     | Michael Nyman and Alexander Bălănescu |
| 7 luglio     | Blonde Redhead + Redworms' Farm       |
| 8 luglio     | Mercedes Sosa                         |
| 11-12 luglio | Radiohead + Low                       |

| Anno 2004 | Artista/i                                                         |
| --------- | ----------------------------------------------------------------- |
| 5 luglio  | Caparezza + Après La Classe                                       |
| 6 luglio  | Air + Rokia Traoré                                                |
| 7 luglio  | Belle and Sebastian + The Rapture                                 |
| 11 luglio | David Byrne feat the Tosca Strings                                |
| 12 luglio | Oi Va Voi                                                         |
| 14 luglio | Philip Glass + Orchestra Città di Ferrara                         |
| 15 luglio | Tortoise                                                          |
| 19 luglio | Lambchop                                                          |
| 21 luglio | Vinicio Capossela con Mario Brunello e Orchestra d'Archi Italiana |

| Anno 2005 | Artista/i               |
| --------- | ----------------------- |
| 18 giugno | Marlene Kuntz           |
| 22 giugno | Beck + The Raveonettes  |
| 26 giugno | Stefano Bollani Quintet |
| 27 giugno | Sonic Youth + Fantômas  |
| 29 giugno | Bright Eyes + The Faint |
| 3 luglio  | Emilíana Torrini        |
| 6 luglio  | Kraftwerk               |
| 14 luglio | Antony & The Johnsons   |
| 15 luglio | Kočani Orkestar         |

| Anno 2006 | Artista/i                      |
| --------- | ------------------------------ |
| 24 giugno | Baustelle + Giardini di Mirò   |
| 28 giugno | L'Orchestra di Piazza Vittorio |
| 1 luglio  | The Flaming Lips + OK Go       |
| 4 luglio  | Sigur Rós + Amiina             |
| 13 luglio | Eels                           |
| 15 luglio | Ivano Fossati                  |
| 16 luglio | dEUS                           |
| 20 luglio | Piano Magic                    |
| 21 luglio | Afterhours                     |
| 22 luglio | Giovanni Allevi                |

| Anno 2007 | Artista/i                        |
| --------- | -------------------------------- |
| 28 giugno | Negramaro                        |
| 30 giugno | Verdena                          |
| 6 luglio  | Sonic Youth + My Cat Is an Alien |
| 11 luglio | Arcade Fire                      |
| 14 luglio | Arctic Monkeys + The Coral       |
| 16 luglio | Tinariwen                        |
| 17 luglio | Bright Eyes + Jaymay             |
| 18 luglio | Damien Rice                      |
| 20 luglio | Carmen Consoli                   |
| 25 luglio | Xiu Xiu                          |

| Anno 2008 | Artista/i                                                           |
| --------- | ------------------------------------------------------------------- |
| 21 giugno | Cristina Donà + Le Luci Della Centrale Elettrica con Giorgio Canali |
| 1 luglio  | Cat Power and the Dirty Delta Blues                                 |
| 3 luglio  | Giovanni Allevi con Orchestra Sinfonica "I Virtuosi Italiani"       |
| 7 luglio  | Caetano Veloso                                                      |
| 9 luglio  | The Raconteurs + DeVotchKa                                          |
| 12 luglio | Franz Ferdinand + The Cribs                                         |
| 13 luglio | Hercules and Love Affair + Metuo                                    |
| 15 luglio | Interpol + dEUS                                                     |
| 22 luglio | The Notwist + Yuppie Flu                                            |
| 24 luglio | Toumani Diabaté                                                     |

| Anno 2009 | Artista/i |
| --------- | --- |
| 10 maggio | A Life Along The Borderline: A Tribute To Nico Feat.: - John Cale and Band - Peter Murphy - Lisa Gerrard - Mercury Rev - Mark Lanegan - Mark Linkous - Soap&Skin |
| 31 maggio | Yo La Tengo: Freewheeling tour |
| 18 giugno | Amadou & Mariam |
| 24 giugno | Editors + Klimt 1918 |
| 27 giugno | Paolo Conte |
| 5 luglio  | Jóhann Jóhannsson |
| 11 luglio | Massimo Volume feat. Fausto Rossi |
| 15 luglio | Bloc Party + White Lies |
| 17 luglio | Scott Matthew |
| 21 luglio | TV on the Radio + Animal Collective |
| 22 luglio | David Byrne |

### Anni 2010
| Anno 2010    | Artista/i |
| ------------ | --- |
| 29 marzo     | Lisa Germano & Philip Selway |
| 31 maggio    | Wilco + Retribution Gospel Choir |
| 6 giugno     | Pixies |
| 19 giugno    | Babyshambles + Ellie Goulding & Le Strisce |
| 24 giugno    | LCD Soundsystem + !!! |

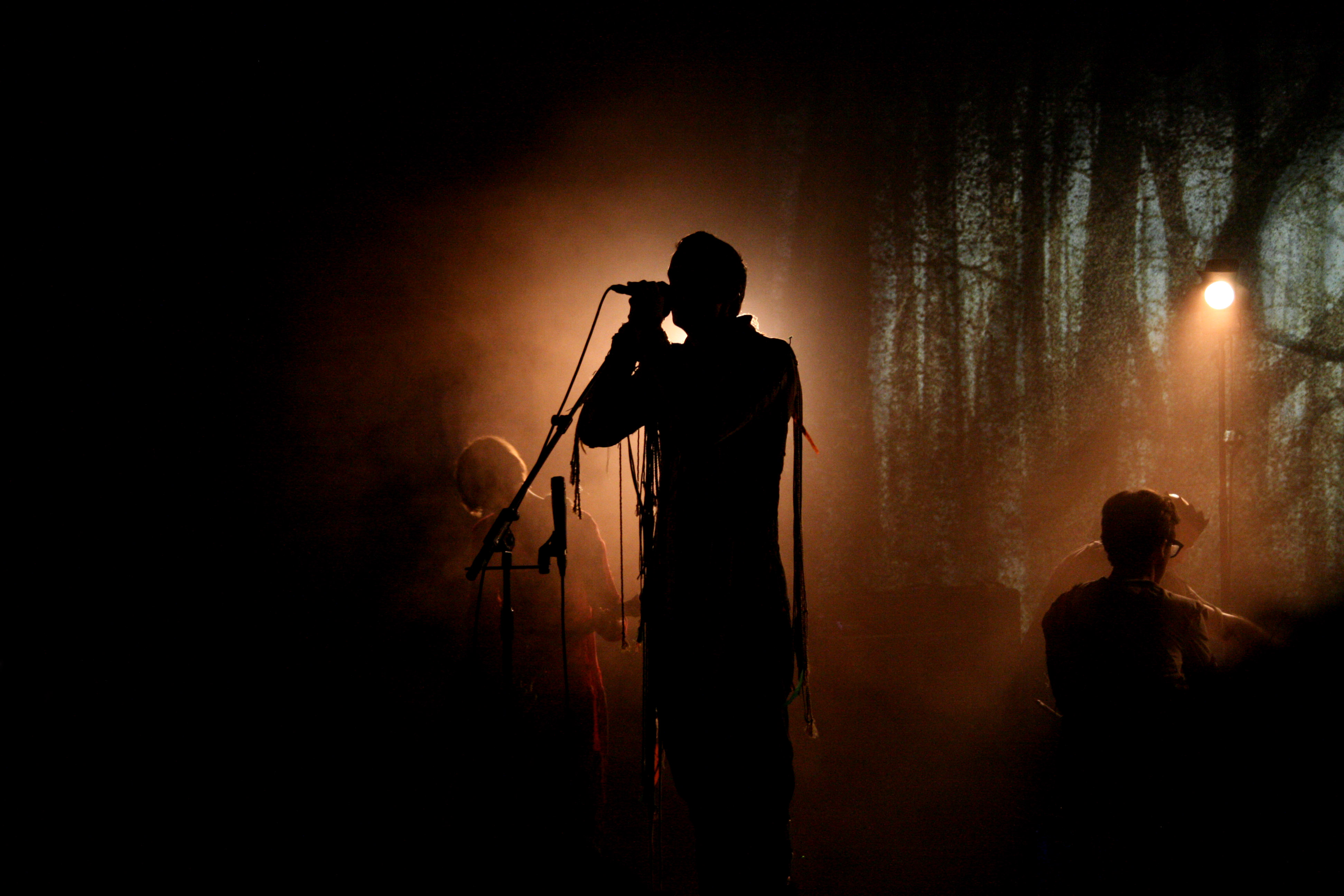
Jónsi mentre si esibisce nell'edizione 2010

| 10 luglio    | La Tempesta Sotto le Stelle - Il Teatro degli Orrori - Le Luci Della Centrale Elettrica feat. Emidio Clementi - Tre Allegri Ragazzi Morti - Moltheni - Sick Tamburo - Altro - Giorgio Canali & Rossofuoco feat. Frigidaire Tango - The Zen Circus - Il Pan del Diavolo - Uochi Toki - Cosmetic |
| 17 luglio    | Paolo Nutini + Carly Connor + Liam Gerner |
| 18 luglio    | Micah P. Hinson + Une Passante |
| 22 luglio    | Jónsi + The Niro |
| 24 luglio    | Kings of Convenience + Ophelia Hope |
| 12 settembre | Uochi Toki: presentazione del disco "Cuore amore errore disintegrazione" |
| 31 ottobre   | Massimo Volume: presentazione del disco "Cattive abitudini" |
| 5 novembre   | Ministri: anteprima "Fuori" Tour 2010 |
| 11 novembre  | Le Luci Della Centrale Elettrica: presentazione del disco "Per ora noi la chiameremo felicità" |

| Anno 2011  | Artista/i |
| ---------- | --- |
| 24 maggio  | Sufjan Stevens special guest DM Stith |
| 3 luglio   | Un giorno del tutto differente: - Verdena - Dinosaur Jr. performing Bug in its entirety - Jennifer Gentle (feat. Alberto, Luca Ferrari, Aucan, Iosonouncane, Spread, Sakee Sed) |
| 5 luglio   | The National + very special guest Beirut |
| 6 luglio   | PJ Harvey |
| 10 luglio  | Skunk Anansie |
| 15 luglio  | Vinicio Capossela |
| 21 luglio  | Subsonica |
| 22 luglio  | CocoRosie + John Grant |
| 27 luglio  | Joanna Newsom + Josh T. Pearson |
| 7 dicembre | Thurston Moore |

| Anno 2012 | Artista/i |
| --------- | --- |
| 22 marzo  | Giardini di Mirò: presentazione del disco "Good Luck" |
| 11 luglio | Paul Weller + Luca Sapio and Capiozzo & Mecco Band |
| 14 luglio | Kasabian |
| 19 luglio | Bon Iver + Poliça |
| 20 luglio | Soap&Skin |
| 22 luglio | Afterhours per Ferrara Ospiti: - Giulio Favero (Il Teatro degli Orrori) - Vasco Brondi (Le Luci Della Centrale Elettrica) - Enrico Gabrielli (Calibro 35) |
| 27 luglio | Damien Rice |

| Anno 2013 | Artista/i                                 |
| --------- | ----------------------------------------- |
| 12 giugno | Fun.                                      |
| 28 giugno | Baustelle con Ensemble Symphony Orchestra |
| 5 luglio  | The Black Angels + Giöbia                 |
| 9 luglio  | The Vaccines + Deap Vally                 |
| 11 luglio | Arctic Monkeys + Miles Kane               |
| 26 luglio | Sigur Rós                                 |

| Anno 2014 | Artista/i |
| --------- | --- |
| 22 giugno | The Naked and Famous + Black City Lights |
| 6 luglio  | Demdike Stare |
| 12 luglio | Teho Teardo & Blixa Bargeld |
| 16 luglio | Tra Ferrara e la Luna: concerto speciale de Le Luci Della Centrale Elettrica - Feat.: Rachele Bastreghi, Dente e Levante - Opening act: Maria Antonietta e Nicolò Carnesi |

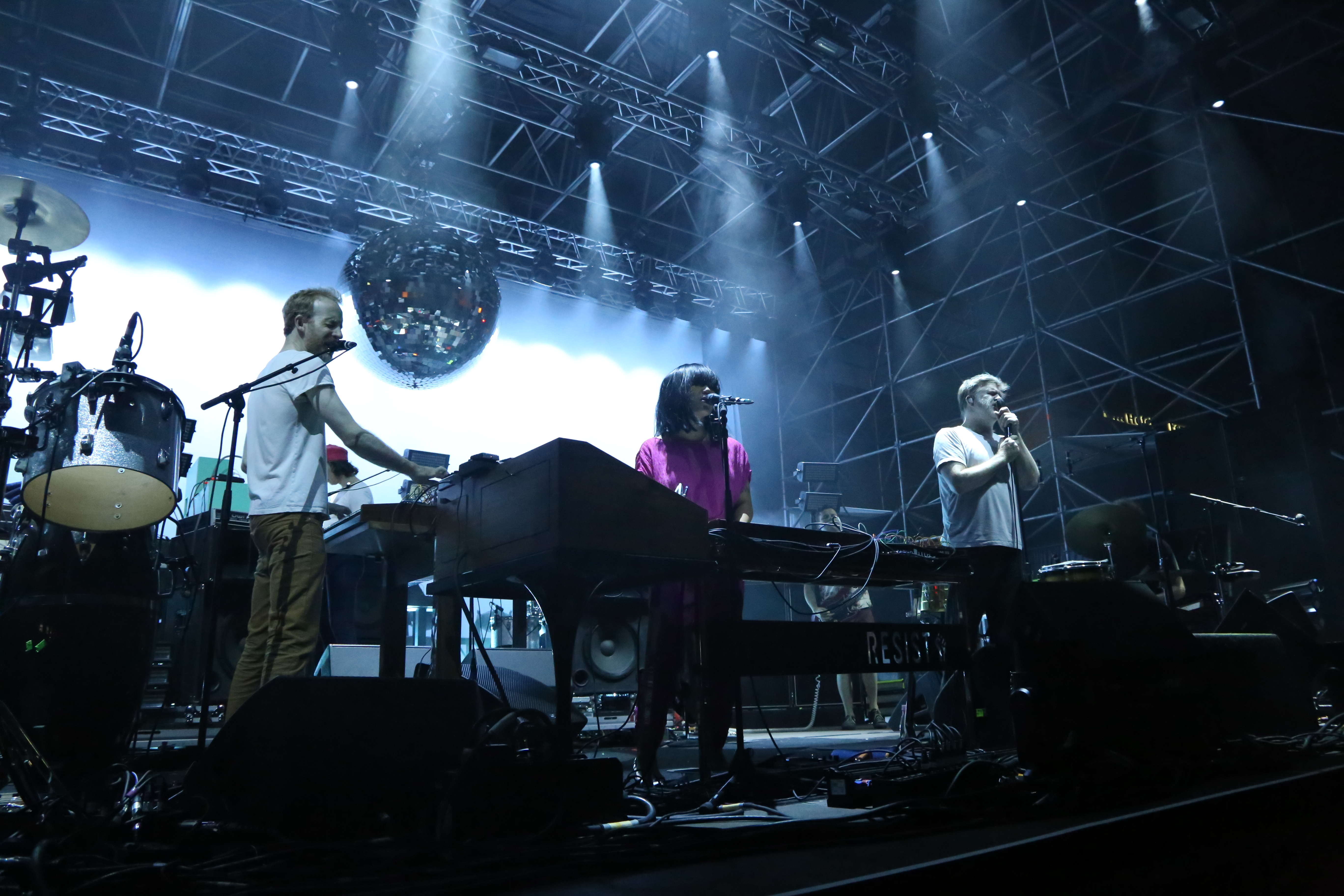
LCD Soundsystem nell'edizione 2018

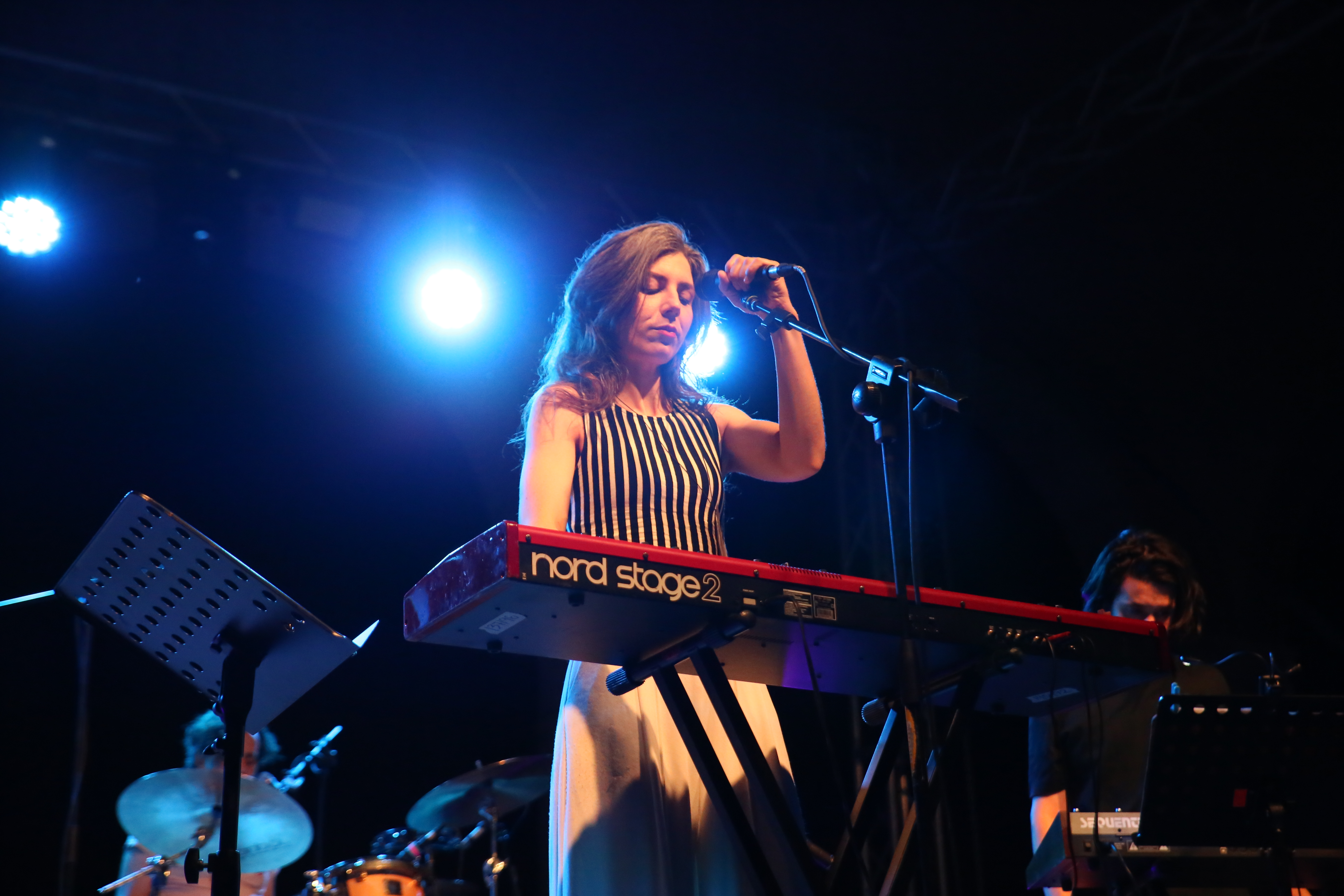
Julia Holter nell'edizione 2019

| 17 luglio | Kodaline |
| 22 luglio | The National + San Fermin |
| 25 luglio | Bastille special guest George Ezra |
| 28 luglio | Simple Minds |
| 1 agosto  | Franz Ferdinand + The Cribs |

| Anno 2015 | Artista/i                                                                          |
| --------- | ---------------------------------------------------------------------------------- |
| 15 aprile | A concert and conversation with Cody ChesnuTT "unplugged"                          |
| 7 giugno  | Sun Kil Moon                                                                       |
| 20 giugno | Gimme Shelter! Post-CSI + Bud Spencer Blues Explosion + Fast Animals and Slow Kids |
| 30 giugno | Andrew Bird                                                                        |
| 15 luglio | Verdena + Iosonouncane                                                             |
| 17 luglio | Paolo Nutini + Levante                                                             |
| 19 luglio | The Jesus & Mary Chain performing "Psychocandy" + The Sleeping Tree                |
| 21 luglio | George Ezra (annullato)                                                            |
| 30 luglio | 2Cellos + The Leading Guy                                                          |
| 31 luglio | Savages + Giorgieness                                                              |

| Anno 2016 | Artista/i                                                                                       |
| --------- | ----------------------------------------------------------------------------------------------- |
| 16 giugno | ASTRO Festival: - Caribou - Four Tet Dj - Floating Points - Junior Boys - Jolly Mare - Populous |
| 29 giugno | Glen Hansard + The Lost Brothers                                                                |
| 30 giugno | I Cani + Cosmo                                                                                  |
| 4 luglio  | Wilco + Kurt Vile & The Violators                                                               |
| 5 luglio  | The Last Shadow Puppets + Yak                                                                   |
| 6 luglio  | Mogwai play Atomic                                                                              |

| Anno 2017 | Artista/i                                             |
| --------- | ----------------------------------------------------- |
| 20 giugno | Agnes Obel                                            |
| 28 giugno | Alt-J special guest The Lemon Twigs                   |
| 3 luglio  | Fleet Foxes special guest Hamilton Leithauser         |
| 6 luglio  | Thegiornalisti                                        |
| 19 luglio | Le Luci Della Centrale Elettrica opening act Colombre |
| 27 luglio | White Lies                                            |

| Anno 2018 | Artista/i                           |
| --------- | ----------------------------------- |
| 5 giugno  | The Breeders + Pip Blom             |
| 13 giugno | LCD Soundsystem + Shit Robot Dj Set |
| 28 giugno | Cosmo + Ivreatronic Dj Set          |
| 8 luglio  | Colapesce                           |
| 9 luglio  | Cigarettes After Sex                |
| 17 luglio | Kasabian + Lilian More              |

| Anno 2019 | Artista/i                   |
| --------- | --------------------------- |
| 11 giugno | Teenage Fanclub + Be Forest |
| 24 giugno | Julia Holter + Ginevra      |
| 25 giugno | Soap&Skin + Any Other       |
| 18 luglio | Thom Yorke + Andrea Belfi   |
| 22 luglio | Tash Sultana                |

### Anni 2020
| Anno 2020                                                |
| -------------------------------------------------------- |
| Edizione non tenutasi a causa della pandemia di COVID-19 |

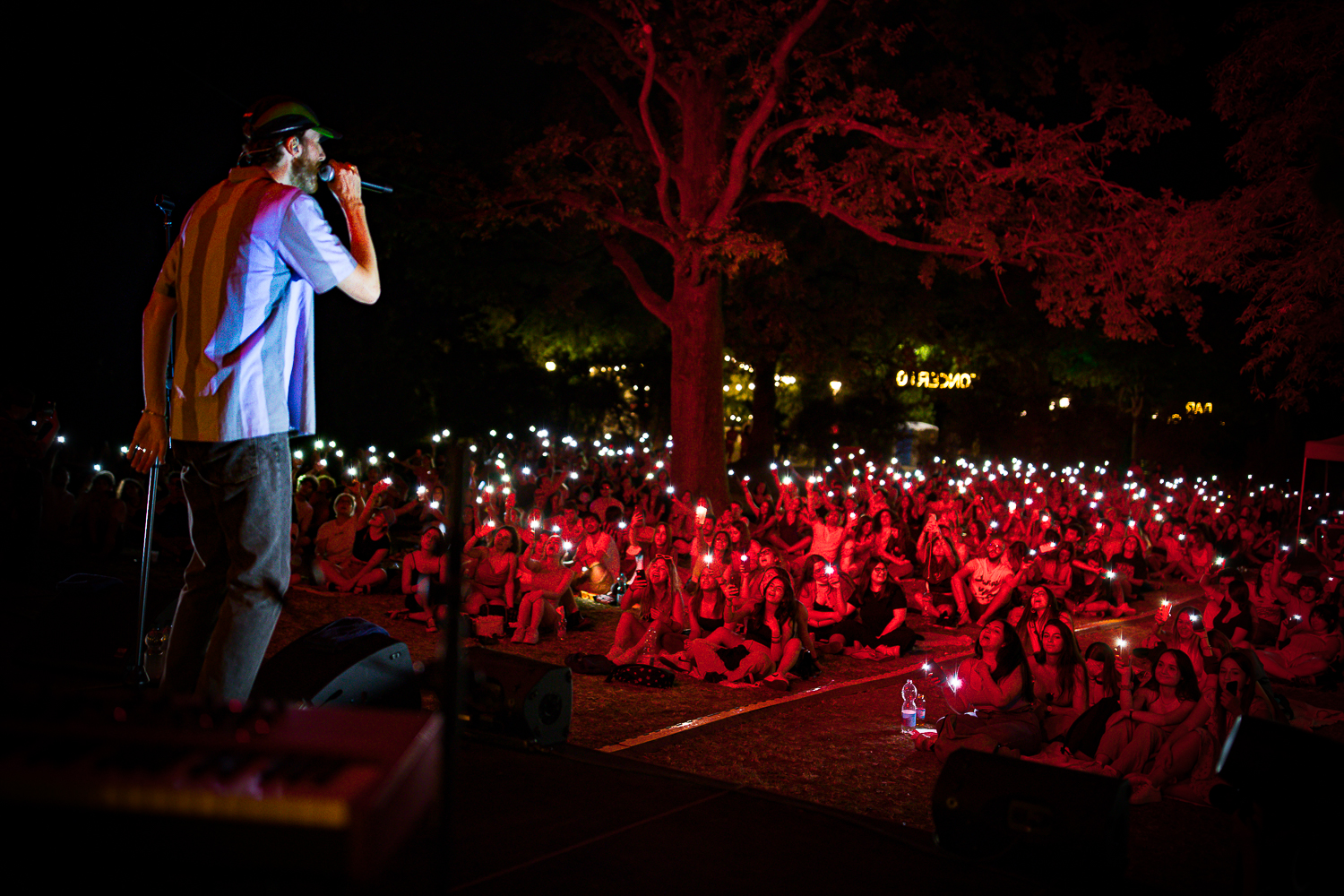
MECNA all'edizione del 2021 al Parco Massari

Nel 2021 i concerti si sono tenuti all'interno del Parco Massari
| Anno 2021    | Artista/i                                |
| ------------ | ---------------------------------------- |
| 30 giugno    | Iosonouncane + Vieri Cervelli Montel     |
| 1 luglio     | Shame + Massimo Volume + Soviet Soviet   |
| 2 luglio     | La Rappresentante di Lista + Post Nebbia |
| 3 luglio     | Mecna + Generic Animal                   |
| 4 luglio     | Venerus + Laila Al Habash                |
| 30 settembre | Colapesce + Dimartino                    |

Nel 2022 i concerti si sono tenuti all'interno della nuova darsena

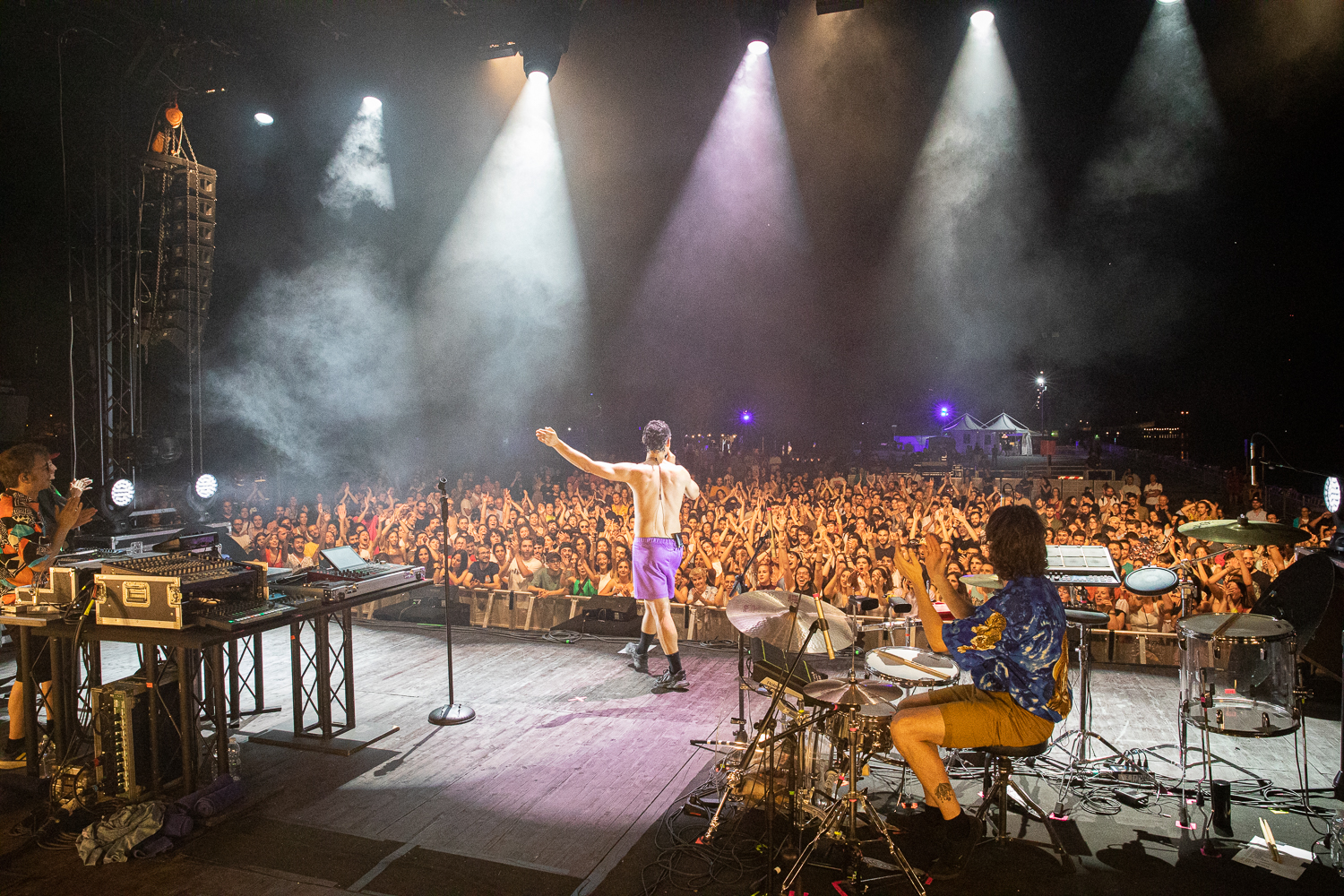
COSMO all'edizione 2022 tenutasi alla nuova darsena

| Anno 2022 | Artista/i                                   |
| --------- | ------------------------------------------- |
| 16 giugno | Venerus + Matilde Davoli                    |
| 17 giugno | Cosmo + Whitemary                           |
| 18 giugno | The Jesus and Mary Chain + Marta Del Grandi |
| 19 giugno | La Rappresentante di Lista + Ibisco         |
| 15 luglio | The Smile + Robert Stillman                 |
| 29 luglio | Giorgio Poi + BNKR44                        |

| Anno 2023      | Location                     | Artista/i                                       |
| -------------- | ---------------------------- | ----------------------------------------------- |
| 12 e 13 giugno | Cortile del Castello Estense | Vasco Brondi (Le Luci della Centrale Elettrica) |
| 14 giugno      | Cortile del Castello Estense | Kevin Morby                                     |
| 20 giugno      | Piazza Garibaldi, Argenta    | Giovanni Truppi                                 |
| 7 settembre    | Cortile del Castello Estense | Fatoumata Diawara                               |
| 8 settembre    | Cortile del Castello Estense | Trentemøller                                    |
| 9 settembre    | Cortile del Castello Estense | Arab Strap + Daniela Pes                        |
| 28 settembre   | Teatro Comunale di Ferrara   | Kula Shaker                                     |

| Anno 2024 | Location                     | Artista/i                      |
| --------- | ---------------------------- | ------------------------------ |
| 3 giugno  | Cortile del Castello Estense | Blonde Redhead Any Other       |
| 4 giugno  | Cortile del Castello Estense | Dry Cleaning                   |
| 5 giugno  | Cortile del Castello Estense | Daniela Pes Birthh             |
| 7 giugno  | Cortile del Castello Estense | Dente Ibisco                   |
| 8 giugno  | Cortile del Castello Estense | The Murder Capital Leatherette |

| Anno 2025  | Location                     | Artista/i                                     |
| ---------- | ---------------------------- | --------------------------------------------- |
| 11 marzo   | Estragon club (Bologna)      | Godspeed You! Black Emperor                   |
| 6 aprile   | Sala Estense                 | Steve Wynn                                    |
| 10 giugno  | Cortile del Castello Estense | Stereolab Laura Agnusdei                      |
| 11 giugno  | Cortile del Castello Estense | Tinariwen Adriano Viterbini                   |
| 12 giugno  | Cortile del Castello Estense | Marco Castello                                |
| 13 giugno  | Cortile del Castello Estense | Porridge Radio Lamante                        |
| 14 giugno  | Cortile del Castello Estense | Offlaga Disco Pax Thomas Les Vaches Dj-Set\|- |
| 15 giugno  | Cortile del Castello Estense | Ani Di Franco Gracie and Rachel Dj-Set        |
| 17 giugno  | Piazza Garibaldi (Argenta)   | Whitemary                                     |
| 3 novembre | Teatro Nuovo di Ferrara      | Swans                                         |